# Nabi-Sanrgo
Pour les articles homonymes, voir Nabi et Sanrgo (homonymie).
Nabi-Sanrgo est une localité située dans le département de Pibaoré de la province du Sanmatenga dans la région Centre-Nord au Burkina Faso.

## Économie
L'activité principale de Nabi-Sanrgo est l'agro-pastoralisme.

## Éducation et santé
Le centre de soins le plus proche de Nabi-Sanrgo est le centre de santé et de promotion sociale (CSPS) de Pibaoré tandis que le centre hospitalier régional (CHR) se trouve à Kaya.
Le village possède une école primaire publique.